# 1,2-dichlooretheen
1,2-dichlooretheen is een organische chloorverbinding met de molecuulformule C2H2Cl2. Het is een kleurloze vloeistof met een scherpe geur. Er bestaan twee cis-trans-isomeren van, namelijk het trans-isomeer met CAS-nummer 156-60-5 en het cis-isomeer met CAS-nummer 156-59-2.
De kookpunten van de twee isomeren zijn 60 °C voor het cis-isomeer en 48 °C voor het trans-isomeer. De smeltpunten zijn −81 °C voor het cis-isomeer en −50 °C voor het trans-isomeer.
De isomeren van 1,2-dichlooretheen kunnen afzonderlijk gebruikt worden, maar meestal wordt een mengsel van de twee gebruikt.

## Synthese
1,2-dichlooretheen kan worden bereid door de chlorering van acetyleen, of door de reductie van 1,1,2,2-tetrachloorethaan.
Het is ook een bijproduct van de productie van andere C2-gechloreerde koolwaterstoffen zoals trichlooretheen.

## Toepassingen
1,2-dichlooretheen wordt gebruikt als oplosmiddel voor harsen, lakken, wassen en polymeren; als extractiemiddel voor de extractie van rubber of van olie en vet uit vis en vlees; als koudemiddel en als tussenproduct in de synthese van andere gechloreerde organische verbindingen.

## Toxicologie en veiligheid
1,2-dichlooretheen is licht ontvlambaar. De damp is zwaarder dan lucht en kan zich langs de grond verspreiden. Ontsteking op afstand is mogelijk.
De stof reageert met sterk oxiderende stoffen. Met (legeringen van) koper of met basen reageert het met vorming van giftig chlooracetyleen dat spontaan kan ontvlammen in lucht.
De stof is irriterend voor ogen en luchtwegen. Ze ontvet de huid. Bij blootstelling aan een hoge dosis kan ze effecten hebben op het centraal zenuwstelsel, met als gevolg een verminderd bewustzijn of narcose.
Langdurige blootstelling kan schade berokkenen aan de lever, de bloedsomloop en het centraal zenuwstelsel.